# Cyclophyllum sessilifolium
Cyclophyllum sessilifolium är en måreväxtart som först beskrevs av Asa Gray, och fick sitt nu gällande namn av Albert Charles Smith och Steven P. Darwin. Cyclophyllum sessilifolium ingår i släktet Cyclophyllum och familjen måreväxter. Inga underarter finns listade i Catalogue of Life.